# 680 v. Chr.
Portal Geschichte | Portal Biografien | Aktuelle Ereignisse | Jahreskalender | Tagesartikel

◄ |
8. Jahrhundert v. Chr. |
7. Jahrhundert v. Chr. |
6. Jahrhundert v. Chr. |
►

◄ | 700er v. Chr. | 690er v. Chr. | 680er v. Chr. | 670er v. Chr. |
660er v. Chr. |
►

◄◄ | ◄ | 683 v. Chr. | 682 v. Chr. | 681 v. Chr. | 680 v. Chr. |
679 v. Chr. |
678 v. Chr. |
677 v. Chr. |
► |
►►

## Ereignisse

### Politik und Weltgeschehen
- Der assyrische König Sîn-aḫḫe-eriba wird am 16. Januar[1] (20. Tebetu) während einer Rebellion in seinem 24. Regierungsjahr ermordet. Am 14. März[1] (18. Addaru) folgt sein Sohn Asarhaddon auf den Thron. Sein 1. Regierungsjahr beginnt 12 Tage später am 1. Nisannu (Abend des 25. März[1]).
- Der assyrische König Asarhaddon besiegt ins Land eingedrungene Kimmerier, ein nomadisierendes Reitervolk, das anschließend Phrygien bezwingt und Verwüstungen in Lydien verursacht
- 685/680: Rusa II. wird König von Urarṭu.

### Wissenschaft und Technik
- 1. Regierungsjahr des assyrischen Königs Asarhaddon (680–679 v. Chr.):
  - Im babylonischen Kalender fiel das babylonische Neujahr des 1. Nisannu auf den 25.–26. März[1], der Vollmond im Nisannu auf den 7.–8. April[1], der 1. Tašritu auf den 18.–19. September[1] und der 1. Tebetu auf den 16.–17. Dezember[1].

### Sport
- Bei den Olympischen Spielen werden erstmals Wagenrennen abgehalten.

## Gestorben
- 16. Januar: Sîn-aḫḫe-eriba, assyrischer König (* um 745 v. Chr.)
- um 680 v. Chr.: Argišti II., König von Urartu (* vor 714 v. Chr.)